# Lekkoatletyka na Igrzyskach Śródziemnomorskich 1971
Zawody lekkoatletyczne na  igrzyskach śródziemnomorskich w 1971 odbyły się w październiku w Izmirze. Po raz pierwszy kobiety startowały w biegu na 400 metrów, biegu na 800 metrów, biegu na 1500 metrów, sztafecie 4 × metrów i rzucie dyskiem, a także w biegu na 100 metrów przez płotki w miejsce biegu na 80 metrów przez płotki. Nie rozegrano zawodów w skoku w dal, pchnięciu kulą i rzucie oszczepem kobiet, które odbyły się na poprzednich igrzyskach.

## Wyniki

### Mężczyźni

#### konkurencje biegowe
| Konkurencja:                       | 1. miejsce                                                                     | Rezultat   | 2. miejsce                                                                 | Rezultat | 3. miejsce                                                                       | Rezultat |
| Bieg na 100 metrów                 | Wasilis Papajeorgopulos · Grecja                                               | 10,4       | Mohamed Belkhodja · Tunezja                                                | 10,7     | Ivica Karasi · Jugosławia                                                        | 10,7     |
| Bieg na 200 metrów                 | Pietro Mennea · Włochy                                                         | 20,7 GR    | Ivica Karasi · Jugosławia                                                  | 21,2     | Predrag Križan · Jugosławia                                                      | 21,4     |
| Bieg na 400 metrów                 | Kyriakos Onisiforou · Grecja                                                   | 46,9 GR    | Giacomo Puosi · Włochy                                                     | 47,1     | Luciano Sušanj · Jugosławia                                                      | 47,2     |
| Bieg na 800 metrów                 | Mansour Guettaya · Tunezja                                                     | 1:47,6 GR  | Jože Međimurec · Jugosławia                                                | 1:48,1   | Azzedine Azzouzi · Algieria                                                      | 1:48,2   |
| Bieg na 1500 metrów                | Mansour Guettaya · Tunezja                                                     | 3:46,5 GR  | Francesco Arese · Włochy                                                   | 3:47,6   | Mehmet Tümkan · Turcja                                                           | 3:48,8   |
| Bieg na 5000 metrów                | Javier Álvarez · Hiszpania                                                     | 13:37,2 GR | Mohammed Gammoudi · Tunezja                                                | 13:40,8  | Jadour Haddou · Maroko                                                           | 13:44,0  |
| Bieg na 10 000 metrów              | Javier Álvarez · Hiszpania                                                     | 28:52,2 GR | Mariano Haro · Hiszpania                                                   | 28:54,4  | Giuseppe Cindolo · Włochy                                                        | 28:59,0  |
| Maraton                            | Gian Battista Bassi · Włochy                                                   | 2:23:33    | Hüseyin Aktaş · Turcja                                                     | 2:24:14  | İsmail Akçay · Turcja                                                            | 2:28:35  |
| Bieg na 110 metrów przez płotki    | Guy Drut · Francja                                                             | 13,7 GR    | Sergio Liani · Włochy                                                      | 14,2     | Efstratios Vassiliou · Grecja                                                    | 14,2     |
| Bieg na 400 metrów przez płotki    | Stawros Dziordzis · Grecja                                                     | 51,0 GR    | Manuel Soriano · Hiszpania                                                 | 51,2     | Francisco Suárez · Hiszpania                                                     | 51,4     |
| Bieg na 3000 metrów z przeszkodami | Jean-Paul Villain · Francja                                                    | 8:30,4 GR  | Spyridon Kondossoros · Grecja                                              | 8:35,4   | Umberto Risi · Włochy                                                            | 8:40,8   |
| Sztafeta 4 × 100 metrów            | Włochy · Ennio Preatoni · Pasqualino Abeti · Vincenzo Guerini · Pietro Mennea  | 39,7 GR    | Jugosławia · Ivica Karasi · Predrag Križan · Miro Kocuvan · Luciano Sušanj | 40,5     | Maroko · Moulay Ahmed Hasnaoui · Omar Ghizlat · Omar Chokmane · Mohamed El Kheir | 41,1     |
| Sztafeta 4 × 400 metrów            | Włochy · Sergio Bello · Daniele Giovanardi · Lorenzo Cellerino · Giacomo Puosi | 3:07,5 GR  | Jugosławia · Ivica Karasi · Miro Kocuvan · Jože Međimurec · Luciano Sušanj | 3:08,1   | Maroko · Moulay Ahmed Hasnaoui · Omar Ghizlat · Salah Fettouh · Omar Chokmane    | 3:08,4   |
| Chód na 20 kilometrów              | Pasquale Busca · Włochy                                                        | 1:36:55 GR | Victor Campos · Hiszpania                                                  | 1:41:11  | Agustí Jorba · Hiszpania                                                         | 1:47:03  |
| Chód na 50 kilometrów              | Abdon Pamich · Włochy                                                          | 4:21:21    | Vittorio Visini · Włochy                                                   | 4:29:19  | Hasan Oz · Turcja                                                                | 4:54:06  |

#### konkurencje techniczne
| Konkurencja:   | 1. miejsce                    | Rezultat    | 2. miejsce                     | Rezultat | 3. miejsce                        | Rezultat |
| Skok wzwyż     | Gian Marco Schivo · Włochy    | 2,11        | Ioannis Kousoulas · Grecja     | 2,11     | Dimitrios Patronis · Grecja       | 2,08     |
| Skok o tyczce  | Christos Papanikolau · Grecja | 5,20 GR     | Ignacio Sola · Hiszpania       | 4,70     | Teodoros Tongas · Grecja          | 4,50     |
| Skok w dal     | Jack Pani · Francja           | 7,90 GR     | Miljenko Rak · Jugosławia      | 7,78     | Mariano Perez · Hiszpania         | 7,40     |
| Trójskok       | Milan Spasojević · Jugosławia | 16,18       | Apostolos Kathiniotis · Grecja | 15,84    | Jésus Bartholomé · Hiszpania      | 15,68    |
| Pchnięcie kulą | Nagui Asaad · Egipt           | 20,19 GR    | Lahcen Samsam Akka · Maroko    | 18,85    | Yves Brouzet · Francja            | 18,69    |
| Rzut dyskiem   | Silvano Simeon · Włochy       | 57,64 GR    | Nagui Asaad · Egipt            | 54,72    | Marian Gredelj · Jugosławia       | 54,32    |
| Rzut młotem    | Jorgos Jeorjadis · Grecja     | 68,76 GR    | Mario Vecchiato · Włochy       | 67,64    | Srećko Štiglić · Jugosławia       | 66,28    |
| Rzut oszczepem | Renzo Cramerotti · Włochy     | 78,04 GR    | Recep Kalender · Turcja        | 61,34    | Ali Aydin · Turcja                | 59,80    |
| Dziesięciobój  | Vassilios Sevastis · Grecja   | 7222 pkt GR | Rafael Cano · Hiszpania        | 7072 pkt | Pedro Pablo Fernandez · Hiszpania | 6934 pkt |

### Kobiety

#### konkurencje biegowe
| Konkurencja:                    | 1. miejsce                                                                  | Rezultat | 2. miejsce                                                              | Rezultat | 3. miejsce                                                                | Rezultat |
| Bieg na 100 metrów              | Cecilia Molinari · Włochy                                                   | 11,9     | Nicole Pani · Francja                                                   | 12,0     | Michèle Beugnet · Francja                                                 | 12,1     |
| Bieg na 400 metrów              | Colette Besson · Francja                                                    | 53,0     | Donata Govoni · Włochy                                                  | 54,4     | Josefina Salgado · Hiszpania                                              | 56,0     |
| Bieg na 800 metrów              | Vera Nikolić · Jugosławia                                                   | 2:02,2   | Donata Govoni · Włochy                                                  | 2:04,9   | Colette Besson · Francja                                                  | 2:07,2   |
| Bieg na 1500 metrów             | Vera Nikolić · Jugosławia                                                   | 4:20,3   | Paola Pigni · Włochy                                                    | 4:22,6   | Đurđica Rajher · Jugosławia                                               | 4:23,0   |
| Bieg na 100 metrów przez płotki | Milena Leskovac · Jugosławia                                                | 14,0     | Ileana Ongar · Włochy                                                   | 14,1     | Đurđa Fočić · Jugosławia                                                  | 14,5     |
| Sztafeta 4 × 100 metrów         | Włochy · Maddalena Grassano · Laura Nappi · Ileana Ongar · Cecilia Molinari | 45,6     | Francja · Colette Besson · Michèle Beugnet · Nicole Pani · Odette Ducas | 45,6     | Jugosławia · Đurđa Fočić · Milena Leskovac · Breda Babošek · Vera Nikolić | 46,4     |

#### konkurencje techniczne
| Konkurencja: | 1. miejsce                     | Rezultat | 2. miejsce                    | Rezultat | 3. miejsce                 | Rezultat |
| Skok wzwyż   | Snežana Hrepevnik · Jugosławia | 1,77 GR  | Sara Simeoni · Włochy         | 1,74     | Breda Babošek · Jugosławia | 1,74     |
| Rzut dyskiem | Roberta Grottini · Włochy      | 48,90    | Maria Stella Masocco · Włochy | 47,44    | Despina Kafenidou · Grecja | 46,06    |

## Tabela medalowa
| Miejsce | Reprezentacja | Złoto | Srebro | Brąz | Razem |
| 1       | Włochy        | 12    | 11     | 2    | 25    |
| 2       | Grecja        | 6     | 3      | 4    | 13    |
| 3       | Jugosławia    | 5     | 5      | 9    | 19    |
| 4       | Francja       | 4     | 2      | 3    | 9     |
| 5       | Hiszpania     | 2     | 5      | 6    | 13    |
| 6       | Tunezja       | 2     | 2      | 0    | 4     |
| 7       | Egipt         | 1     | 1      | 0    | 2     |
| 8       | Turcja        | 0     | 2      | 4    | 6     |
| 9       | Maroko        | 0     | 1      | 3    | 4     |
| 10      | Algieria      | 0     | 0      | 1    | 1     |
| Poz.    | Razem:        | 32    | 32     | 32   | 96    |